# William Winstanley (Autor)

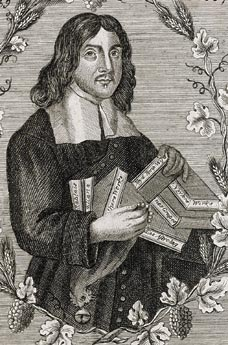
William Winstanley, zeitgenössische Darstellung von 1667.

William Winstanley (* 1628 in Quendon, Königreich England; † 22. Dezember 1698 ebenda) war ein englischer Dichter, Satiriker, Historiker und Publizist. Neben bedeutenden Werken wie Lives of the most Famous English Poets, das die Biographien berühmter englischer Dichter seiner Zeit enthielt, setzte sich Winstanley auch für die Restauration in England nach dem Tode Cromwells ein. Zudem schuf er zahlreiche satirische Schriften wie Poor Robin′s Almanack.

## Leben
Winstanley kam 1628 in Quendon (Essex) als drittes von acht Kindern des wohlhabenden Freibauern William Winstanley und dessen Frau Elizabeth (geborene Leader) zur Welt. In seinem Elternhaus erhielt Winstanley eine grundlegende Bildung in Latein, Mathematik und Geschichte. Er entwickelte früh ein Interesse an der Literatur wurde jedoch von seinem Vater gedrängt, eine solide handwerkliche Ausbildung zu beginnen, um sich materiell abzusichern. Im Alter von 14 Jahren wurde Winstanley nach Saffron Walden zu seinem Onkel William Leader und seiner Frau Mary geschickt, wo er bis 1649 eine Lehre als Stoff- und Tuchhändler begann. Leader unterstützte seine literarische Ambitionen und gewährte ihm mehrfache Reisen nach London, während denen Winstanley Recherchen für sein späteres Werk England's Worthies anstellte. In Winstanleys Lehrzeit fiel der Englische Bürgerkrieg, in dessen Spätphase er sich für kurze Zeit den königstreuen Cavaliers anschloss.
Nach Ende seiner Lehre wurde Winstanley 1649 in den Bürgerstand von Saffron Walden erhoben. 1650 heiratete er seine erste Frau Martha und zog mit ihr in die Creepmouse Alley in Saffron Walden. Ende 1651 bekamen die beiden einen Sohn, Will, von dessen Geburt sich Martha nicht mehr erholte und Anfang 1652 starb. William Winstanley heiratete deshalb 1653 Anne Prime aus Cambridge, mit der er zwei weitere Kinder, Thomas und Anne, hatte. Ab 1650 half Winstanley weiterhin in William Leaders Tuchhändlerei aus, betätigte sich aber nebenbei auch als Publizist. Sein erstes Werk, der Gedichtband The Muses Cabinet, erschien 1655. Mit dem Ende der Republik England 1659 äußerte sich Winstanley nun öffentlich als Anhänger des Königtums. Noch im gleichen Jahr erschien England’s Worthies, das die Biographien berühmter englischer Könige, Adeliger, Kleriker und Dichter versammelte. Er verfasste mehrere Bücher, Gedichte und Kalender, die er zunächst unter eigenem, ab 1661 auch unter dem Namen Poor Robin („armer Robin“) herausgab. Der satirische Poor Robin’s Almanac wurde ab 1664 zu einer der erfolgreichsten Publikationen Winstanleys: Der jährlich herausgegebene Almanach war im Stil eines damals weit verbreiteten Bauernkalenders gehalten, verzichtete aber auf die astrologischen und volkstümlichen Regeln, die üblicherweise deren Inhalt bildeten. Stattdessen enthielten sie Rätsel, Witze, Rezepte, lokalen Tratsch und Erzählungen, womit sie breite Käuferkreise fanden und sich zu einem kommerziellen Erfolg entwickelten. In den 1660ern eröffnete Winstanley schließlich auch ein Büro in der Londoner Queen’s Head Tavern in Snow Hill, wo er sich mit seinen Verlegern und Londoner Kollegen traf.
Martha Winstanley starb 1691. William Winstanley erkrankte im Dezember 1698 an den Pocken und verstarb am 22. Dezember des Jahres.

## Politisches und gesellschaftliches Engagement

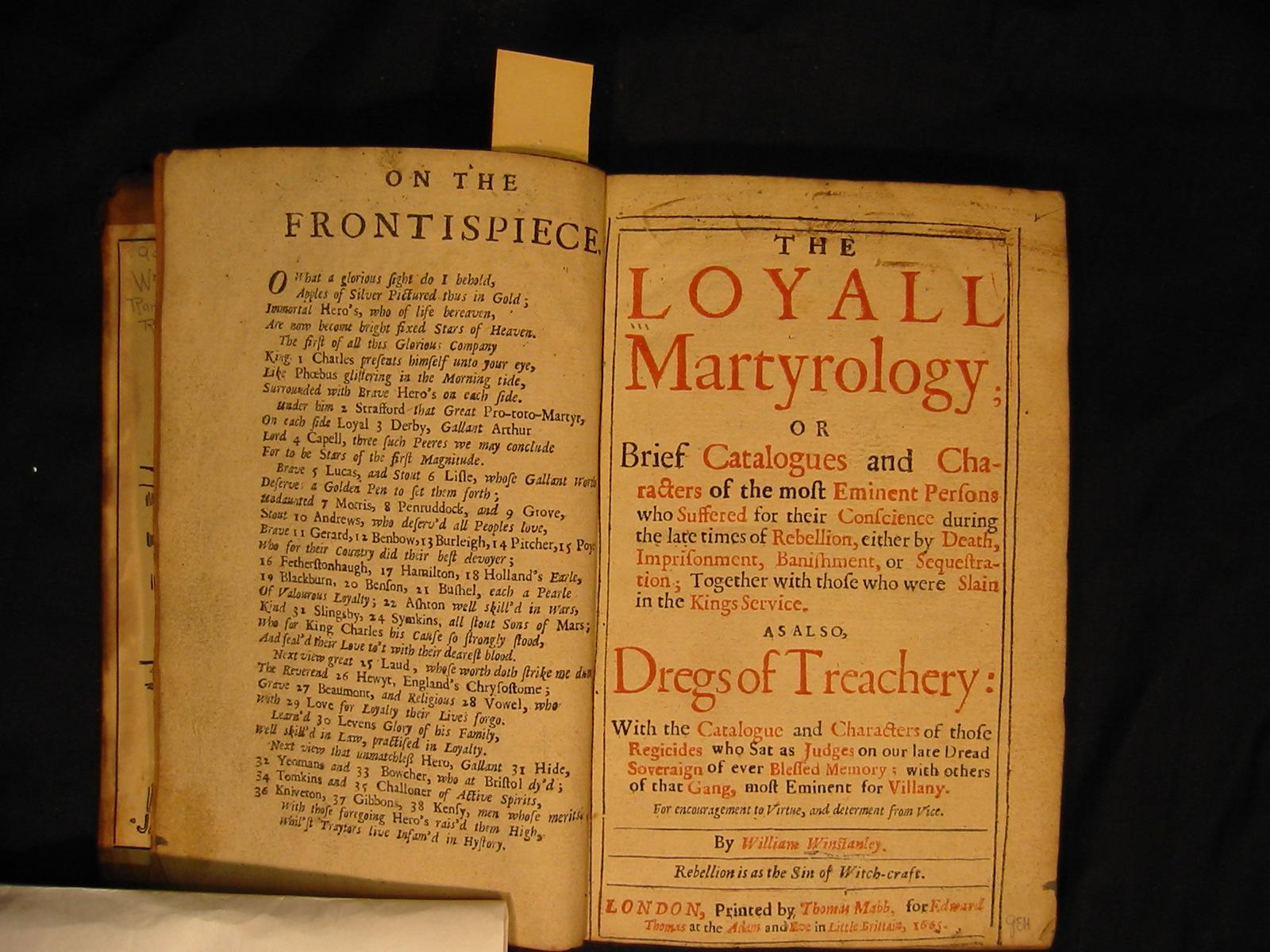
In der Loyall Martyrology fasste Winstanley 1665 die Biographien von Karl I. und anderer Royalisten zusammen, die vom Parlament zum Tode verurteilt wurden. Damit wollte er die späteren Prozesse gegen die Verantwortlichen unterstützen.

Obgleich er noch 1659 eine verhältnismäßig unvoreingenommene Beurteilung der Person Cromwells in England’s Worthies verfasste, wurde Winstanley spätestens nach der Stuart-Restauration zu einem erklärten Royalisten, der sich für die Wiederherstellung der alten Ordnung einsetzte. In The Loyall Martyrology: or Brief Catalogues and Characters of the most Eminent Persons who suffered for their Conscience during the late times fasste er die Namen und Biographien derer zusammen, die auf Beschluss des Rumpfparlaments hingerichtet wurden, darunter auch die Karls I., des Vaters von Karl II. Damit schuf er ein wichtiges Werk zur Unterstützung der Anklage gegen die Umstürzler des Englischen Bürgerkriegs. Zudem setzte sich Winstanley dafür ein, unter den Puritanern abgeschaffte oder verbotene englische Traditionen neu zu beleben.
So bewegte er den König dazu, nicht nur das 1644 vom Rumpfparlament verfügte Verbot der Weihnachtsfeierlichkeiten aufzuheben, sondern auch gezielt auf die Wiederbelebung des Festes hinzuwirken. Die Puritaner hatten unter anderem die Christmette abgeschafft, alle Feierlichkeiten verboten und für den 25. Dezember striktes Fasten verordnet. Zwar wurden diese Bestimmungen mit der Thronbesteigung Karls II. obsolet, jedoch hatte die strenge Ahndung des weihnachtlichen Feierns dazu geführt, dass vielerorts kaum noch Weihnachten gefeiert wurde. Winstanley sah darin nicht nur einen Verlust wertvoller Traditionen, sondern fürchtete auch soziale Folgen durch das Ausbleiben von Almosen und Fürsorge für Bedürftige zu Weihnachten. So verfasste er nicht nur eine Reihe von Schriften über Weihnachtsbräuche, Adventslieder und Aufrufen zur Barmherzigkeit, die in Winstanleys Buchhandlung in Saffron Walden verkauft wurden, sondern bewegte auch den König und Angehörige des Adels dazu, zu Weihnachten Armenspeisungen in ihren Anwesen abzuhalten. Dies hatte zur Folge, dass bereits zum Ende der 1680er Jahre Weihnachten wieder in allen Teilen Englands allgemein verbreitet war, womit Winstanley die englischen Weihnachtstraditionen nachhaltig prägte.

## Wirken als Autor und Publizist
Winstanley tat sich vor allem durch seine Kommentare zu historischen und zeitgenössischen Personen hervor, deren Biographien er in England’s Worthies (1660), The Loyall Matyrology (1665) oder The Lives of the most Famous English Poets (1687) abhandelte. Besonders letzteres ist als Sammelwerk und Beurteilung englischer Dichter aus der Sicht des 17. Jahrhunderts von Bedeutung. Zwar hatte bereits Edward Phillips 1675 mit Theatrum Poetum ein Sammelwerk englischer Dichterbiographien herausgegeben, von dem Winstanley obendrein eine Großzahl von Einträgen übernahm und über 100 von Phillips’ Dichtern gar nicht behandelte. Die Bedeutung von Winstanleys Werk liegt in diesem Fall jedoch in seiner Vorgehensweise bei der Übernahme von Phillips’ Werk. Er ordnete die Biographien nicht nur zum ersten Mal chronologisch, sondern betrieb, im Gegensatz zu Phillips, in vielen Fällen auch einen kritischen Umgang mit Quellen. Während Phillips sich in der Regel auf Sekundärquellen verließ, las Winstanley die Werke der von ihm beschriebenen Dichter gewöhnlich selbst. Zusätzlich untersuchte er, obgleich nur Amateurhistoriker, Phillips’ Quellen noch einmal neu, wodurch er häufig mehr Erkenntnisse über einen Dichter gewinnen konnte als Phillips selbst. William Parker sieht in Winstanley einen Autor, der im Gegensatz zu Phillips vor allem von der Begeisterung für das Werk der Dichter getrieben wurde, während Phillips lediglich Namen und Titel aneinandergereiht habe.

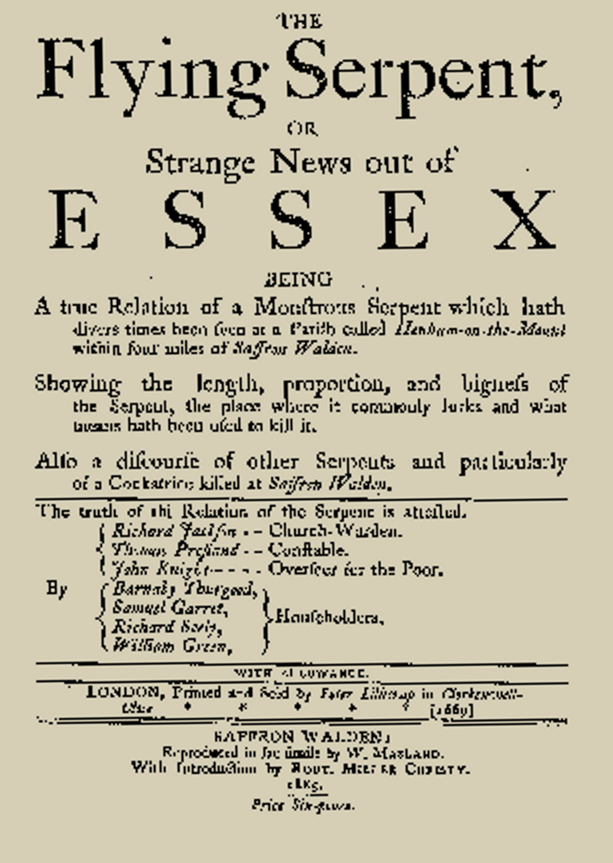
Strange News out of Essex: Als Verfasser dieser Flugschrift über einen vermeintlichen Drachen aus Henham wird Winstanley vermutet.

Winstanley betätigte sich auch als Satiriker und Chronist der Gesellschaft seiner Zeit. Neben diversen spottenden Kommentaren über Dichterkollegen und den Historical rarities and curious observations wird Winstanley auch die Poor Robin-Reihe zugerechnet, deren erste Ausgabe Anfang der 1660er Jahre in der Umgebung von Winstanleys Wohnort Saffron Walden erschien und die zahlreiche Scherzgedichte und Anekdoten enthielt. Mit „Poor Robin“ unterschrieb Winstanley auch ein Porträt von sich in einer Ausgabe des Poor Robin. Diese Reihe von „Almanacks“ fand reißenden Absatz und wurde auch noch über Winstanleys Tod hinaus fortgesetzt und bis ins 19. Jahrhundert nachgedruckt.
Auch im Zusammenhang mit den Ereignissen um den Drachen von Henham wird Winstanley als Urheber verdächtigt: zusammen mit seinem Neffen Henry soll er 1668 eine mechanische Drachenattrappe gebaut haben, die die Bevölkerung des Dorfes Henham bei Saffron Walden in Furcht versetzte. Anschließend soll Winstanley, um die Hoax perfekt zu machen, anonym eine Flugschrift verfasst haben, in der von den Ereignissen berichtet wird und die mehrere Augenzeugen – allesamt Freunde und Bekannte von Winstanley – anführt. Über diesen „Drachen“ berichtete auch Poor Robin’s Almanack 1674.

## Werke (Auswahl)
- The Muses Cabinet, stored with variety of poems. 1655.
- England’s Worthies: select lives of the most eminent persons. 1659, 1684.
- Poor Robin. An Almanack after a new fashion. 1664.
- The Loyall Martyrology: or Brief Catalogues and Characters of the most Eminent Persons who suffered for their Conscience during the late times. 1665.
- The honour of the Merchant Taylors. 1668
- The new help to discourse: or wit, mirth, and jollity intermixt with more serious matters. 1669.
- Poor Robin’s intelligence. 1676–1678.
- Poor Robin’s dream, or the visions of Hell. 1681.
- England’s Worthies. 1684.
- Historical rarities and curious observations domestick & foreign. 1684.
- The lives of the most famous English poets, from the time of William the Conqueror to James II. 1687.
- The Essex champion: or the famous history of Sir Billy of Billercay. 1699.
- Poor Robin’s true character of a scold: or, The shrew’s looking-glass: Dedicated to all domineering dames, wives rampant, cuckolds couchant, and hen-peckt sneaks, in city or country. 1678.
- The lives of all the Lords Chancellors, Lords Keepers and Lords Commissioners of the Great Seal. 2 Bände, 1708, 1712.